# Huánuco (ciutat)
Huánuco és una ciutat del Perú, capital del Departament de Huánuco, situada a 1.986 metres d'altitud a la vertent oriental de la serralada dels Andes en una vall formada pel riu Huallaga.
Fou fundada el 15 d'agost de 1539 amb el nom de La muy noble y leal ciudad de los Caballeros del León de Huánuco, pel comandant espanyol Gómez de Alvarado y Contreras, a les pampas de Huánuco Viejo, antiga comarca Yarowilca, però posteriorment fou traslladada a la vall del Huallaga pel capità Pedro Barroso, degut als nombrosos atacs de l'exèrcit yarowilca manat per Illa Túpac.
Huánuco va tenir una important participació durant la guerra de la independència i a la guerra amb Xile. A Huánuco, es van organitzar nombrosos batallons de guerrilles i montoneros que van combatre els xilens a la Campaña de la Breña. Els cossos de guerrilla més destacats estaven comandats pel coronel Leoncio Prado.

## Activitat econòmica
L'activitat principal de Huánuco és l'agricultura. A part dels cultius propis de la serra, Huánuco és un centre frutícola de primer ordre, produint plàtans, papayas, taronges i altres fruites. També produeix cafè, coca i canya de sucre. Dins del camp de la mineria, Huánuco és productor de petroli (Aguas Calientes) a la conca del riu Pachitea.

## Personatges il·lustres
- Daniel Alomía Robles